# The Spire, Västantarktis
The Spire är en bergstopp i Antarktis. Den ligger i Västantarktis. Argentina, Chile och Storbritannien gör anspråk på området. Toppen på The Spire är 366 meter över havet.
Terrängen runt The Spire är huvudsakligen kuperad, men söderut är den bergig. Havet är nära Spire, The norrut. Trakten är obefolkad. Det finns inga samhällen i närheten. 